# Torneo open di Cappelle-la-Grande

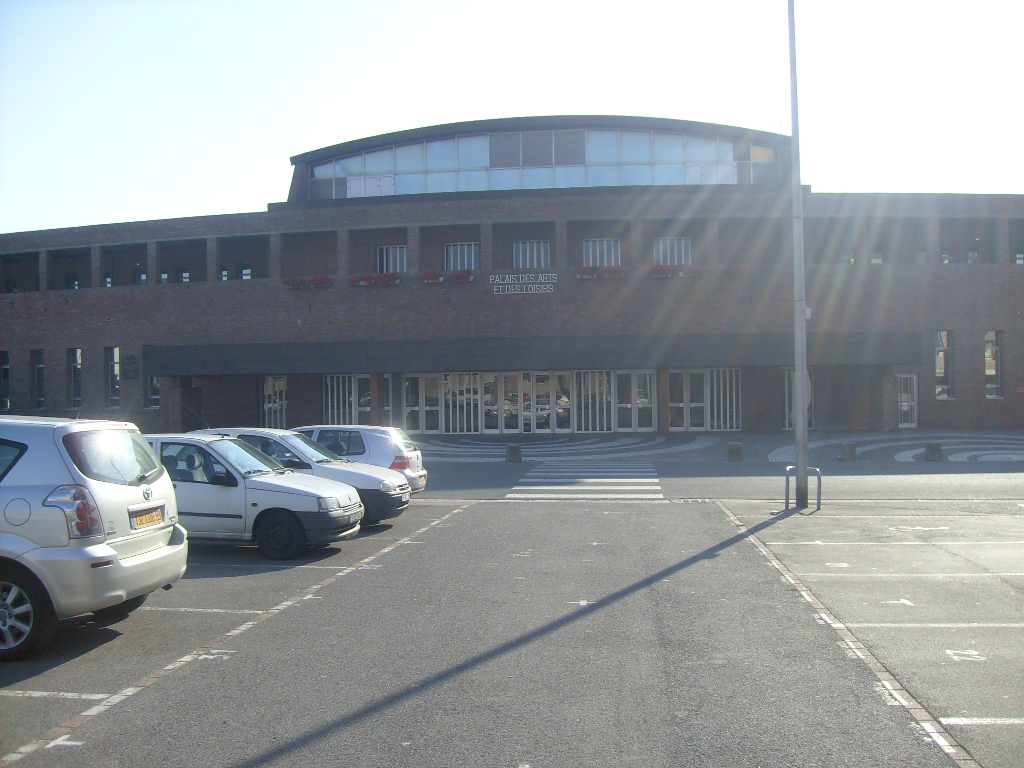
Il Palais des Arts di Cappelle-la-Grande, sede del torneo.

Il Torneo open di Cappelle-la-Grande è un torneo di scacchi open, cioè aperto a tutti i partecipanti, anche senza punteggio Elo, che si svolge nella città francese di Cappelle-la-Grande dal 1985.
Questo torneo si è imposto da diversi anni come uno dei più importanti open del mondo. Come numero di giocatori è secondo solo al World Open di Filadelfia, che ha avuto spesso oltre 1.000 partecipanti (nel 1986 ebbe 1.506 partecipanti). Nel 2001 l'open di Cappelle-la-Grande raggiunse i 702 partecipanti. All'edizione del 2010 hanno partecipato 652 giocatori (tra cui 82 Grandi Maestri e 61 Maestri Internazionali), provenienti da 57 diversi Paesi.
Il torneo si gioca normalmente nella seconda metà di febbraio su nove turni, con il sistema svizzero accelerato. Nel 2010 si è giocato con i seguenti tempi di riflessione:
- 90 minuti + 30" per mossa per le prime 40 mosse;
- 30 minuti + 30" per mossa fino alla fine;

Non è ammessa la patta d'accordo prima delle 20 mosse.
I giocatori devono trascrivere le mosse sul formulario fino alla fine della partita.
Il torneo è organizzato dal circolo scacchistico "L'Echiquier Cappellois" di Cappelle la Grande e si gioca nel Palais des Arts della città.
Il 2021 ha visto l'impossibilità di organizzare l'Open a causa dei problemi derivati dalla Pandemia di COVID-19: l'edizione di quell'anno, la 37ª, è consistita in una serie di sfide bullet, rapid, blitz e femminili disputate online.

## Albo dei vincitori
| #  | Anno | Vincitore             | Paese            | Part. | Note |
| -- | ---- | --------------------- | ---------------- | ----- | ---- |
| 1  | 1985 | Waldemar Hanasz       | Polonia          | 68    |      |
| 2  | 1986 | Sergej Smagin         | Unione Sovietica | 106   | [2]  |
| 3  | 1987 | Anthony Kosten        | Inghilterra      | 115   | [3]  |
| 4  | 1988 | Vladimir Ochotnik     | Unione Sovietica | 138   |      |
| 5  | 1989 | Nuchim Raškovskij     | Unione Sovietica | 137   | [4]  |
| 6  | 1990 | Nuchim Raškovskij     | Unione Sovietica | 201   |      |
| 7  | 1991 | Anatolij Vajser       | Unione Sovietica | 289   | [5]  |
| 8  | 1992 | Julian Hodgson        | Inghilterra      | 308   |      |
| 9  | 1993 | Evgenij Soloženkin    | Russia           | 416   |      |
| 10 | 1994 | Vladimir Čučelov      | Russia           | 401   | [6]  |
| 11 | 1995 | Anthony Miles         | Inghilterra      | 572   | [7]  |
| 12 | 1996 | Aleksandr Nenašev     | Uzbekistan       | 509   |      |
| 13 | 1997 | Vladimir Burmakin     | Russia           | 504   | [8]  |
| 14 | 1998 | Igor' Glek            | Russia           | 637   |      |
| 15 | 1999 | Simen Agdestein       | Norvegia         | 615   | [9]  |
| 16 | 2000 | Jurij Kruppa          | Ucraina          | 643   | [10] |
| 17 | 2001 | Vladimir Čučelov      | Belgio           | 702   | [11] |
| 18 | 2002 | Eduardas Rozentalis   | Lituania         | 677   |      |
| 19 | 2003 | Vladimir Burmakin     | Russia           | 606   | [12] |
| 20 | 2004 | Evgenij Naer          | Russia           | 576   | [13] |
| 21 | 2005 | Davit Shengelia       | Georgia          | 589   | [14] |
| 22 | 2006 | Oleksandr Moïsejenko  | Ucraina          | 624   |      |
| 23 | 2007 | Wang Yue              | Cina             | 608   | [15] |
| 24 | 2008 | Vüqar Həşimov         | Azerbaigian      | 612   | [16] |
| 25 | 2009 | Jurij Vovk            | Ucraina          | 610   | [17] |
| 26 | 2010 | Jaroslav Žerebuch     | Ucraina          | 652   | [18] |
| 27 | 2011 | Grzegorz Gajewski     | Polonia          | 573   | [19] |
| 28 | 2012 | Pentala Harikrishna   | India            | 498   | [20] |
| 29 | 2013 | Sanan Sjugirov        | Russia           | 563   | [21] |
| 30 | 2014 | Axel Bachmann         | Paraguay         | 604   | [22] |
| 31 | 2015 | Li Chao               | Cina             | 555   | [23] |
| 32 | 2016 | Gata Kamskij          | Stati Uniti      | 538   | [24] |
| 33 | 2017 | Jean Marc Degraeve    | Francia          | 216   | [25] |
| 34 | 2018 | Christian Bauer       | Francia          | 360   | [26] |
| 35 | 2019 | Miguoel Admiraal      | Paesi Bassi      | 332   | [27] |
| 36 | 2020 | Jules Moussard        | Francia          | 332   | [28] |
| 38 | 2022 | Vladislav Bakhmatsky  | Ucraina          | 341   | [29] |
| 39 | 2023 | Panayappan Sethuraman | India            | 382   | [30] |
| 40 | 2024 | Abhimanyu Puranik     | India            | 519   | [31] |
| 41 | 2025 | Mahel Boyer           | Francia          | 533   | [32] |